# Гоянович, Мирослав
Мирослав Гоянович (хорв. Miroslav Gojanović; род. 20 апреля 1949, Загреб) — югославский хоккеист, нападающий. Участник зимних Олимпийских игр 1968 и 1976 годов.

## Биография
Занимался хоккеем с шайбой в загребском «Медвешчаке». Большую часть карьеры также провёл в этой команде. В дебютном сезоне-1966/67 набрал 20 (9+11) очков в чемпионате Югославии. Следующий сезон пропустил, в 1968—1974 и 1982—1984 годах снова играл за «Медвешчак». Самым результативным для Гояновича стал сезон-1969/70, когда он набрал 57 (33+24) очка.
В сезоне-1974/75 входил в заявку люблянской «Олимпии», но не провёл ни одного матча.
В 1968 году вошёл в состав сборной Югославии по хоккею с шайбой на зимних Олимпийских играх в Гренобле, занявшей 9-е место. Играл на позиции нападающего, провёл 5 матчей, шайб не забрасывал.
В 1974 году участвовал в дивизионе B чемпионата мира.
В 1976 году вошёл в состав сборной Югославии по хоккею с шайбой на зимних Олимпийских играх в Инсбруке, занявшей 10-е место. Играл на позиции нападающего, провёл 5 матчей, забросил 1 шайбу в ворота сборной Болгарии.